# Echinochaete ruficeps
Echinochaete ruficeps är en svampart som först beskrevs av Berk. & Broome, och fick sitt nu gällande namn av Leif Ryvarden 1972. Echinochaete ruficeps ingår i släktet Echinochaete och familjen Polyporaceae.   Inga underarter finns listade i Catalogue of Life.